# Wellington Luís de Sousa
Wellington Luís de Sousa (Ourinhos, Brasil, 11 de febrero de 1988), más conocido como Wellington, es un futbolista brasileño. Juega como delantero y su equipo es el Avispa Fukuoka de la J1 League de Japón.

## Estadísticas

### Clubes
La siguiente tabla detalla los encuentros disputados y los goles marcados por Wellington en los clubes en los que ha militado.
| Club                          | Temporada           | Liga                | Liga | Copas Nacionales * | Copas Nacionales * | Copas Internacionales ** | Copas Internacionales ** | Total | Total |   |
| Club                          | Temporada           | PJ                  | G    | PJ                 | G                  | PJ                       | G                        | PJ    | G     |   |
| ----------------------------- | ------------------- | ------------------- | ---- | ------------------ | ------------------ | ------------------------ | ------------------------ | ----- | ----- | - |
| Internacional · Brasil        | 2007 - 2008         | 7                   | 0    | 0                  | 0                  | 0                        | 0                        | 7     | 0     |   |
| Internacional · Brasil        | Total               | 7                   | 0    | 0                  | 0                  | 0                        | 0                        | 7     | 0     |   |
| São Caetano · Brasil          | 2007                | 6                   | 0    | 0                  | 0                  | 0                        | 0                        | 6     | 0     |   |
| São Caetano · Brasil          | Total               | 6                   | 0    | 0                  | 0                  | 0                        | 0                        | 6     | 0     |   |
| Náutico · Brasil              | 2008                | 14                  | 5    | 0                  | 0                  | 0                        | 0                        | 14    | 5     |   |
| Náutico · Brasil              | Total               | 14                  | 5    | 0                  | 0                  | 0                        | 0                        | 14    | 5     |   |
| Hoffenheim · Alemania         | 2008                | 19                  | 3    | 0                  | 0                  | 0                        | 0                        | 19    | 3     |   |
| Hoffenheim · Alemania         | Total               | 19                  | 3    | 0                  | 0                  | 0                        | 0                        | 19    | 3     |   |
| FC Twente · Países Bajos      | 2009 - 2010         | 3                   | 0    | 0                  | 0                  | 0                        | 0                        | 3     | 0     |   |
| FC Twente · Países Bajos      | Total               | 3                   | 0    | 0                  | 0                  | 0                        | 0                        | 3     | 0     |   |
| Fortuna Düsseldorf · Alemania | 2010                | 6                   | 1    | 0                  | 0                  | 0                        | 0                        | 6     | 1     |   |
| Fortuna Düsseldorf · Alemania | Total               | 6                   | 1    | 0                  | 0                  | 0                        | 0                        | 6     | 1     |   |
| Figueirense · Brasil          | 2011                | 4                   | 1    | 0                  | 0                  | 0                        | 0                        | 4     | 1     |   |
| Figueirense · Brasil          | Total               | 4                   | 1    | 0                  | 0                  | 0                        | 0                        | 4     | 1     |   |
| Goiás · Brasil                | 2011                | 8                   | 1    | 0                  | 0                  | 0                        | 0                        | 8     | 1     |   |
| Goiás · Brasil                | Total               | 8                   | 1    | 0                  | 0                  | 0                        | 0                        | 8     | 1     |   |
| Linense · Brasil              | 2011                | 10                  | 1    | 0                  | 0                  | 0                        | 0                        | 10    | 1     |   |
| Linense · Brasil              | Total               | 10                  | 1    | 0                  | 0                  | 0                        | 0                        | 10    | 1     |   |
| Pelotas · Brasil              | 2013                | 12                  | 2    | 0                  | 0                  | 0                        | 0                        | 12    | 2     |   |
| Pelotas · Brasil              | Total               | 12                  | 2    | 0                  | 0                  | 0                        | 0                        | 12    | 2     |   |
| Shonan Bellmare Japón         | 2013                | 16                  | 3    | 0                  | 0                  | 0                        | 0                        | 16    | 3     |   |
| Shonan Bellmare Japón         | 2014                | 25                  | 13   | 0                  | 0                  | 0                        | 0                        | 25    | 13    |   |
| Shonan Bellmare Japón         | Total               | 41                  | 16   | 0                  | 0                  | 0                        | 0                        | 41    | 16    |   |
| Shonan Bellmare Japón         | Total en su carrera | Total en su carrera | 130  | 0                  | 0                  | 0                        | 0                        | 0     | 130   | 0 |

## Palmarés

### Títulos nacionales
| Título         | Club           | País  | Año  |
| -------------- | -------------- | ----- | ---- |
| Copa J. League | Avispa Fukuoka | Japón | 2023 |